# Brňany
Brňany är en ort i Tjeckien.   Den ligger i regionen Ústí nad Labem, i den nordvästra delen av landet, 50 km norr om huvudstaden Prag. Brňany ligger 154 meter över havet och antalet invånare är 413.
Terrängen runt Brňany är platt åt sydost, men åt nordväst är den kuperad.Runt Brňany är det ganska tätbefolkat, med 67 invånare per kvadratkilometer. Närmaste större samhälle är Litoměřice, 5,9 km norr om Brňany. Trakten runt Brňany består till största delen av jordbruksmark.